# Зеда-Оргули
Зеда-Оргули (груз. ზედა ორღული) — село в Грузии, на территории Сачхерского муниципалитета края (мхаре) Имеретия.

## География
Село находится в центральной части Грузии, на правом берегу реки Квирилы, на расстоянии 9 километров к востоку от города Сачхере, административного центра муниципалитета. Абсолютная высота — 550 метров над уровнем моря.

## Население
По результатам официальной переписи населения 2014 года, в Зеда-Оргули проживало 508 человек (245 мужчин и 263 женщины). В национальной структуре населения грузины составляли 98,8 %, осетины — 0,8 %, украинцы — 0,2 %.
| Год  | Население, человек |
| ---- | ------------------ |
| 2002 | 463                |
| 2014 | ↗ 508              |